# 페툴라 클라크

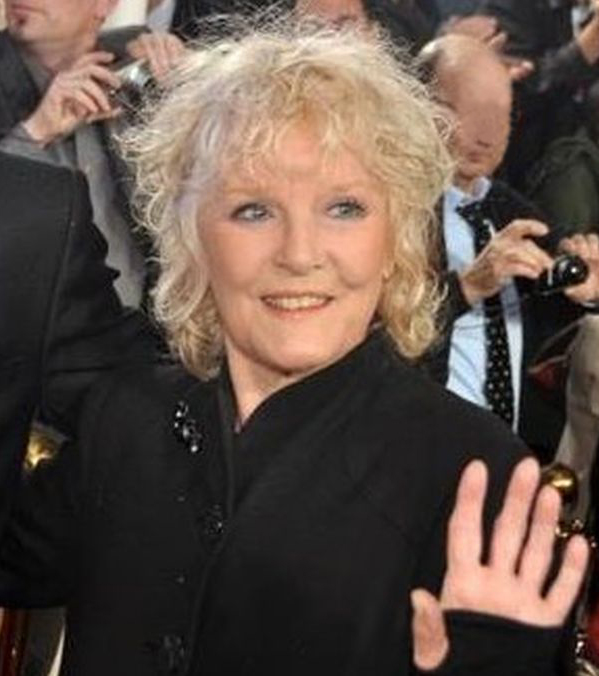

페툴라 클라크(Petula Clark, CBE, 본명: 샐리 올원 클라크(Sally Olwen Clark), 1931년 11월 15일 ~ )는 영국의 가수, 배우, 작곡가로 80년간 경력을 이어왔다.
제2차 세계대전 당시 BBC 라디오에서 엔터테이너 일을 하는 것으로 전문적 경력을 시작했다. 1950년대에는 프랑스에서 녹음을 시작해 불-영 모두에서 국제적 성공을 거둔다. 〈The Little Shoemaker〉, 〈Baby Lover〉, 〈With All My Heart〉 〈Prends Mon Cœur〉 등이 그때 성공한 곡들이다. 1960년대에는 활기찬 비트의 곡으로 국제적인 히트 행진이 이어졌다. 예를 들면 〈Downtown〉, 〈I Know a Place〉, 〈My Love〉, 〈A Sign of the Times〉, 〈I Couldn't Live Without Your Love〉, 〈Colour My World〉, 〈This Is My Song〉, 〈Don't Sleep in the Subway〉, 그리고 그가 녹음한 〈the First Lady of the British Invasion〉 등이 있다. 6,800만 장 넘게 음반을 팔았다.

## 같이 보기
- 가장 많은 음반을 판 음악가 목록